# Irene Vecchi
Irene Vecchi (ur. 10 czerwca 1989 w Livorno) – włoska szablistka, trzykrotna medalistka mistrzostw świata.
W 2006 roku zdobyła brąz drużynowo na mistrzostwach świata juniorów w Taebaek. Na rozgrywanych trzy lata później mistrzostwach świata juniorów w Belfaście zdobyła srebro drużynowo i indywidualnie.
Podczas mistrzostw świata w Budapeszcie w 2013 roku wywalczyła brązowy medal w turnieju indywidualnym. Wyprzedziły ją jedynie Ukrainka Olha Charłan i Rosjanka Jekatierina Djaczenko. Na mistrzostwach świata w Lipsku w 2017 roku Włoszki w składzie: Martina Criscio, Rossella Gregorio, Loreta Gulotta i Irene Vecchi zdobyły drużynowo złoty medal. W rywalizacji indywidualnej zdobyła tam kolejny brązowy medal, tym razem plasując się za Olhą Charłan i Tunezyjką Azzą Besbes.
Wystartowała na igrzyskach olimpijskich w Londynie w 2012 roku, indywidualnie odpadając w ćwierćfinałach. Na rozgrywanych cztery lata później igrzyskach olimpijskich w Rio de Janeiro, gdzie drużynowo była czwarta, a indywidualnie zajęła 22. miejsce. Brała też udział w igrzyskach olimpijskich w Tokio w 2020 roku, gdzie była czwarta drużynowo i dwunasta indywidualnie. 
Zdobywała też drużynowo: złoto na mistrzostwach Europy w Sheffield (2011) i mistrzostwach Europy w Tbilisi (2017) oraz brąz na mistrzostwach Europy w Płowdiwie (2009), mistrzostwach Europy w Lipsku (2010), mistrzostwach Europy w Legnano (2012) i mistrzostwach Europy w Zagrzebiu (2013). Ponadto wywalczyła brązowy medal w turnieju indywidualnym na ME 2013.